# تاناکا توسا
تاناکا توسا ((به ژاپنی: 田中 土佐 Tanaka Tosa); ۷ سپتامبر ۱۸۲۰ – ۸ اکتبر ۱۸۶۸) سامورایی در دوره ادو اهل ژاپن بود. وی در خدمت خاندان ماتسودایرا در آیزو بود.